# 吴振中
吴振中（1920年—2010年），女，满族，辽宁新民人，中国眼科学家，曾任湖南医学院教授、博士生导师。